# Silencer
Silencer je bio švedski black metal sastav. Osnovan u Stockholmu 1995. godine, sastav se raspao 2001. godine, objavivši jedan album i jedan demo uradak. S tekstovima o mizantropiji, ludilu i antisemitizmu, sastav je imao samo dva službena člana;vokalista Nattramna, koji je imao karakteristično jeziv i piskutav vokal te je navodno bio lud. I gitarista Leerea, koji je i osnovao sastav.
Unatoč kratkoj glazbenoj karijeri, Silencer se smatra jednim od najbitnijih sastava u razvijanju podžanra znanog kao "depresivno-suicidalni black metal", zbog čega su postigli kultni status unutar žanra. Sastav nikad nije svirao uživo niti dao službeni intervju.

## Povijest

### Rane godine
Silencer je osnovan 1995. godine kao samostalni projekt gitarist i basista Andreasa Casadoa, pod pseudonimom Leere. U nekom razdoblju prije 1998. godine, Nattramn se pridružio kao vokal.
Krajem 1998. godine, uz pomoć bubnjara Jonasa Mattssona, Silencer je objavio svoj prvi i jedini profesionalni demo uradak, s jednom pjesmom u trajanju od jedanaest minuta naslova "Death - Pierce Me".

### Death - Pierce Me
U srpnju 2000. godine, Silencer je počeo snimati debitantski album Death - Pierce Me, kojega je 2001. godine objavila diskografska kuća Prophecy Productions. Snimanju se pridružio Steve Wolz, bubnjar black metal sastava Bethlehem. Prva pjesma na albumu je presnimljena verzija pjesme s demoa "Death - Pierce Me".
Objavljen je promocijski video za pjesmu "Sterile Nails and Thunderbowels" koji koristi snimke iz eksperimentalnog horor filma iz 1989. godine Začet.

### Raspad i ostali projekti
Nakon objave Death - Pierce Me, pretpostavlja se da je vokalist Nattramn završio na psihijatriji, iako ne postoje dokazi koji podupiru tu činjenicu. Godine 2007. je objavio samostalni album naziva Transformalin, pod imenom Diagnose: Lebensgefahr. Godine 2011. je objavio knjjigu, Grishjärta (svinjsko srce na švedskom), koja sadrži poeziju, ilustracije i nekoliko slika samog Nattramna. Na fotografijama mu se ne vidi lice, te su to jedine fotografije Nattramna dostupne javnosti.
Osnivač Silencera, Andreas "Leere" Casado, bio je član švedskog sastava Shining od 2005. do 2006. godine, pod imenom "Casado".

## Diskografija
- Death - Pierce Me (demo, 1998.)
- Death - Pierce Me (studijski album, 2001.)

## Članovi

### Službena postava
- Nattramn (1998.–2001.) – vokali
- Andreas Casado (1995.–2001.) – gitara, bas-gitara

### Studijski glazbenici
- Jonas Mattsson – bubnjevi (demo, 1998.)
- Steve Wolz – bubnjevi (studijski album, 2001.)